# Лопар (Копер)
Лопар (словен. Lopar) — поселення в общині Копер, Регіон Обално-крашка, Словенія. Висота над рівнем моря: 302,8 м.